# Charles Turner Warren
Pour les articles homonymes, voir Charles Turner (homonymie), Turner et Warren.
Charles Turner Warren (Londres, 1762 - Wandsworth, 1823) est un graveur britannique.

## Biographie
Charles Turner Warren est né à Londres le 4 juin 1762.
Il se marie à 18 ans, et de son début de carrière on sait qu'il a été graveur sur métal pour l'impression textile. Il jouit d'une bonne réputation de graveur pour de petits livres illustrés pendant les vingt dernières années de sa vie, et a réalisé des portraits pour des ouvrages.
Il a été un membre actif de la Society of Arts et de l'Artists' Fund Society (en), de laquelle il a été président de 1812 à 1815.
En 1823, il reçoit la médaille d'or de la Society of Arts pour ses innovations importantes dans la préparation des plaques de métal pour la gravure. Il ne reçoit cependant pas directement son prix, mourant subitement le 21 avril 1823 à Wandsworth. Il a été enterré au St Sepulchre-without-Newgate.

## Œuvre
Ses portraits gravés de Robert Smirke dans les éditions anglaises des Les Mille et Une Nuits (1802), Histoire de Gil Blas de Santillane (1809) et Don Quichotte (1818) ont eu du succès. Sa Broken Jar (d'après David Wilkie), l'une des illustrations de Social Day du poète Peter Coxe, a été considéré comme un chef-d'œuvre du genre.
Il a contribué à d'autres publications telles que l'édition de George Kearsley de The Plays of William Shakespeare, l'édition de Francis Isaac du Roveray de The Poetical Works d'Alexander Pope, Walker's British Classics, Classics de John Sharpe, Poets de Suttaby, Physiognomical Portraits et The Easter Gift (1832) de Letitia Elizabeth Landon.

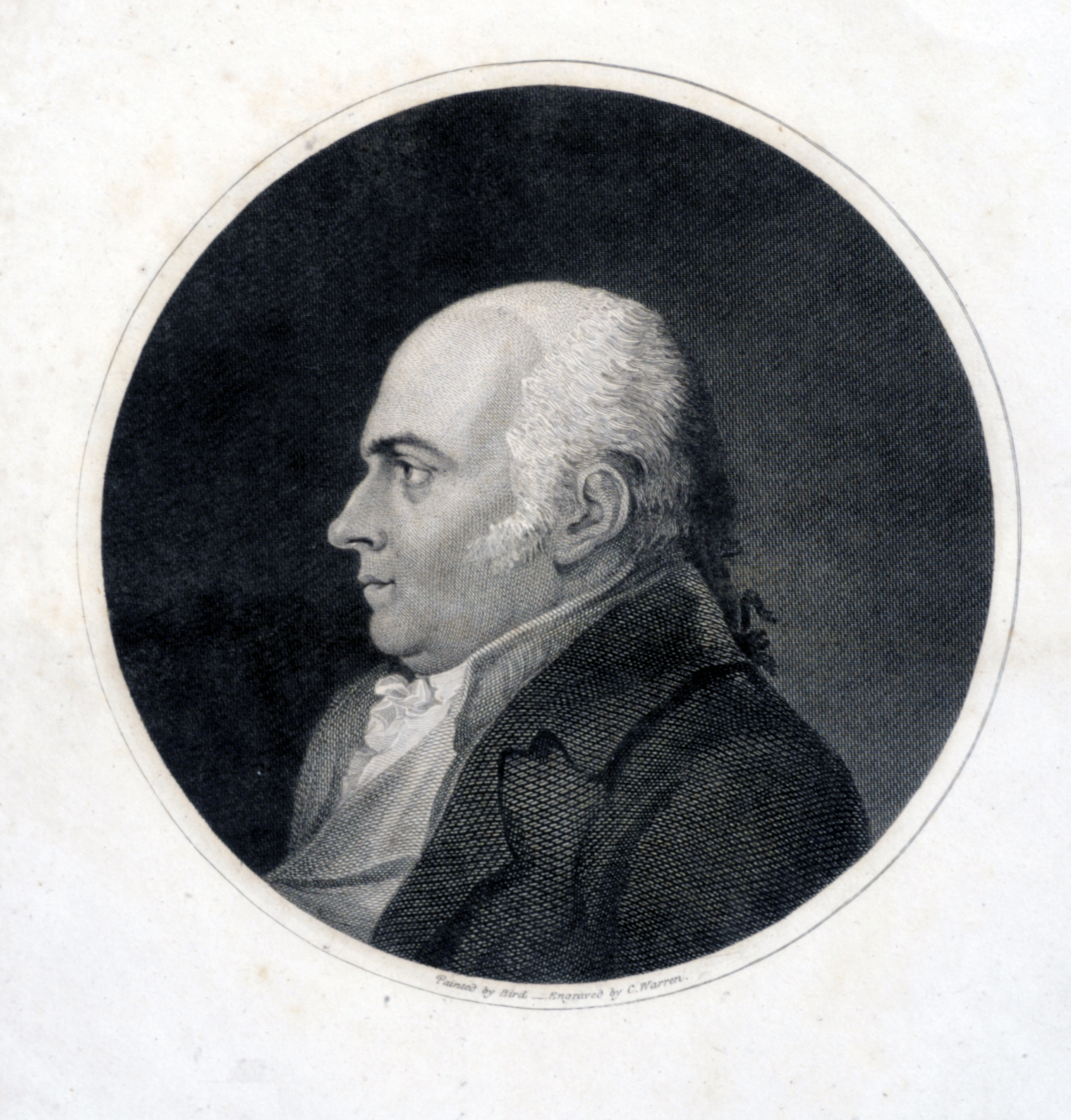
Portrait de Thomas Beddoes (1811, Institut d'histoire des sciences).
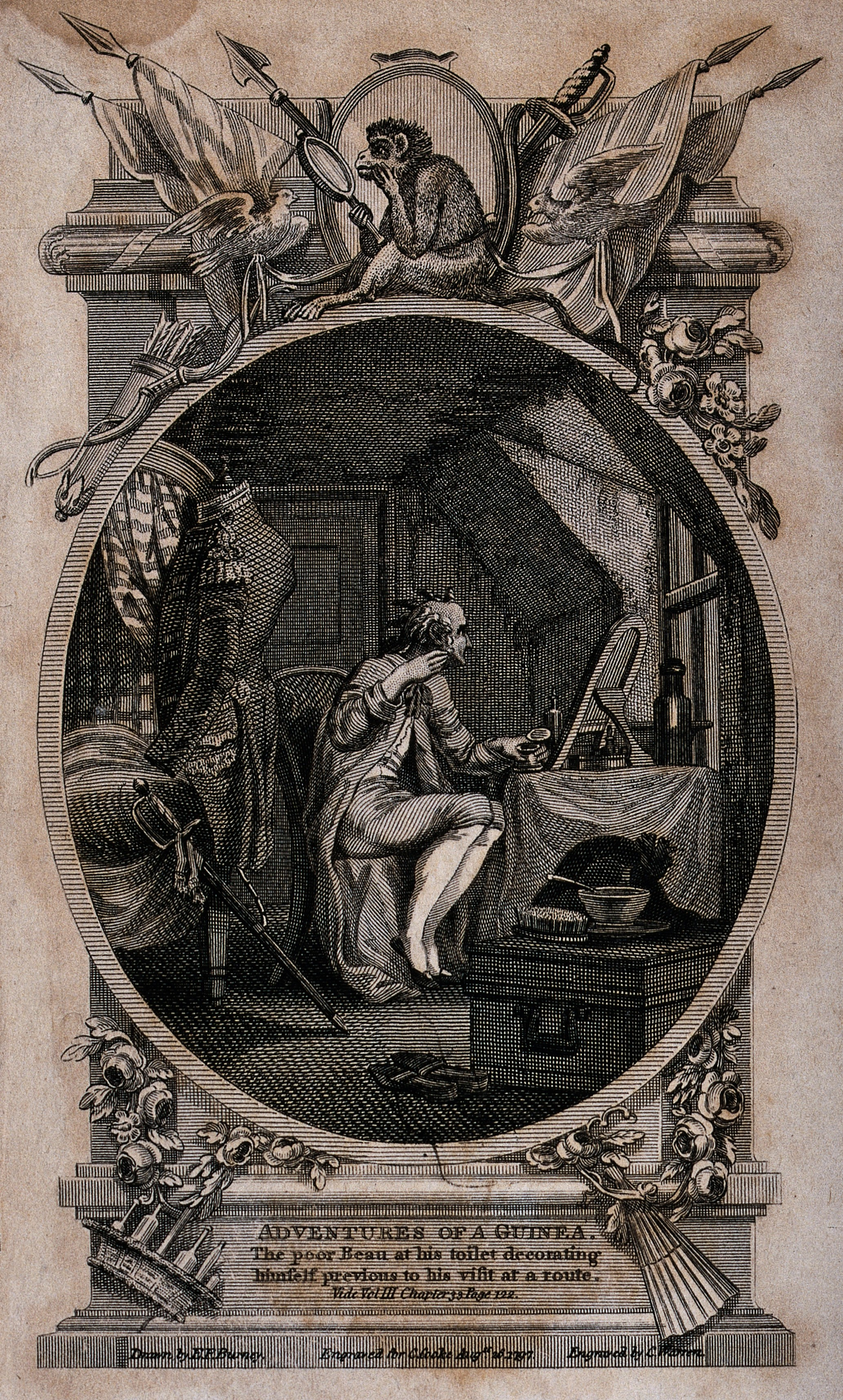
A man is sitting in front of a mirror combing his hair, d'après E. E. Burney (1797, Wellcome Collection).
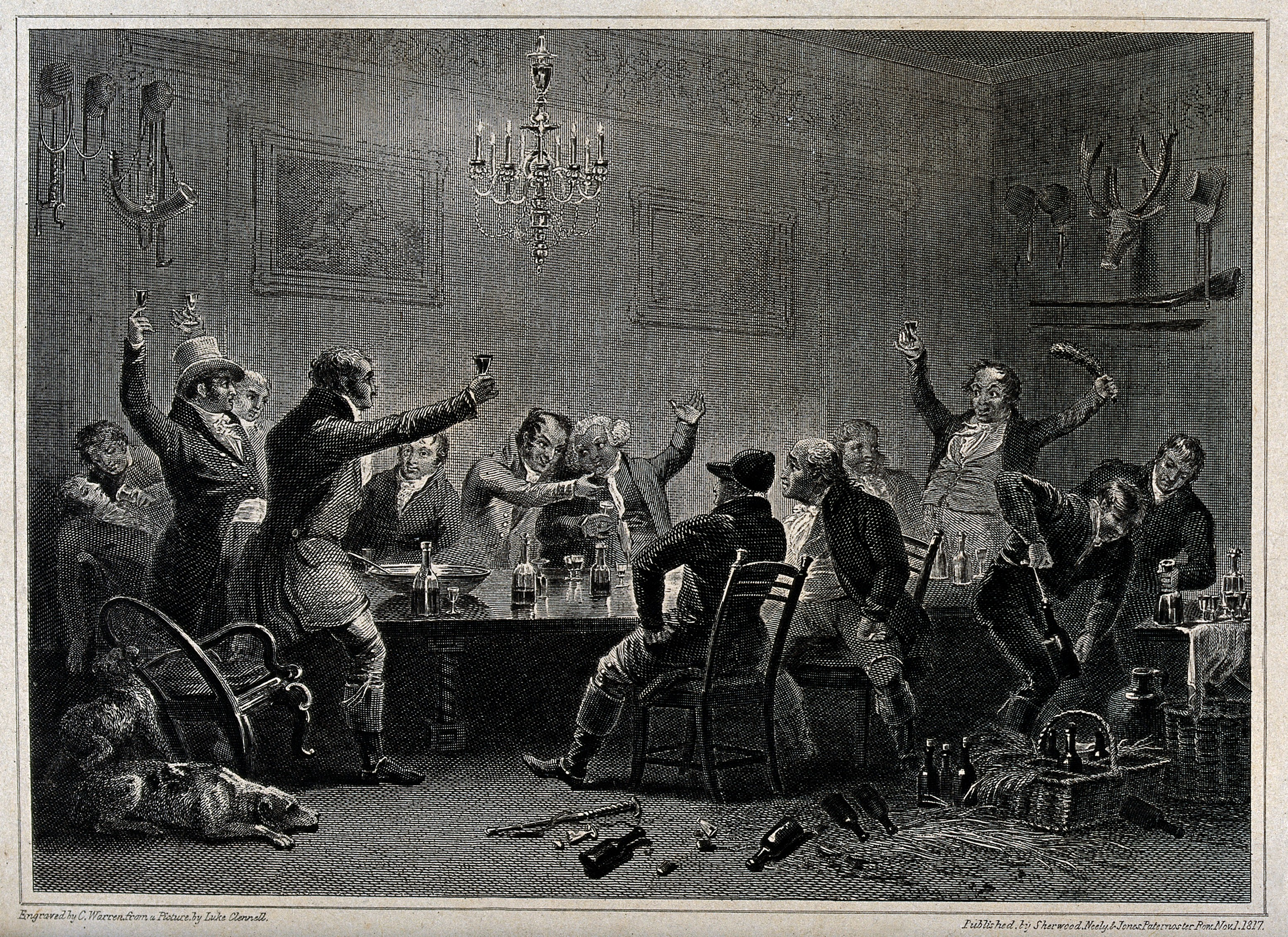
Gentlemen gathering for a joyful celebration after a foxhunt, d'après L. Clennell (1817, Wellcome Collection).
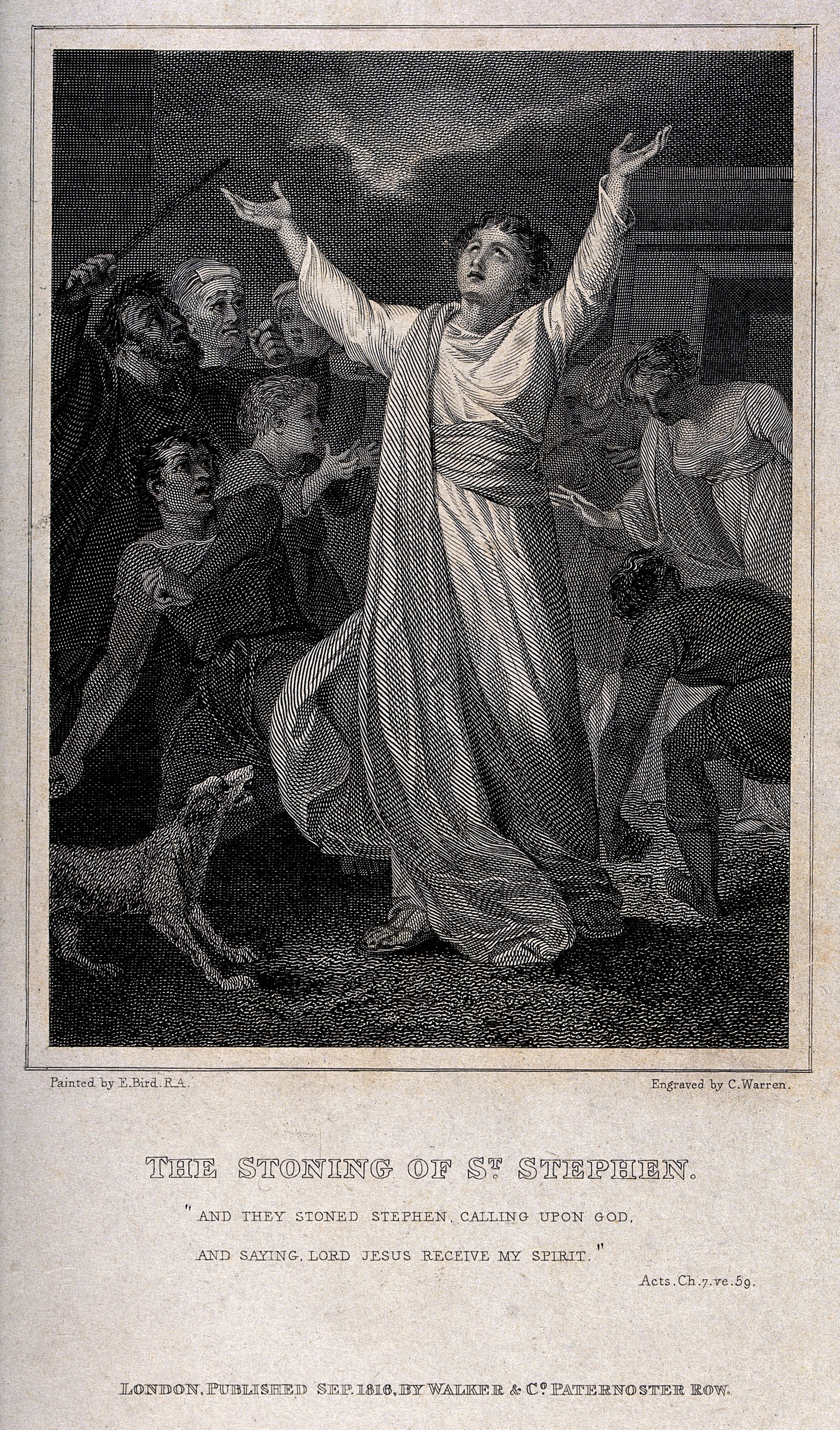
Martyrdom of Saint Stephen, d'après E. Bird (1816, Wellcome Collection).

## Iconographie
Il existe un portrait de Charles Turner Warren d'après une esquisse de William Mulready dans Patronage of British Art de John Pye,.